# Chapelle des Carmélites déchaussées
La chapelle des Carmélites déchaussées est un ancien couvent situé au 28 rue Nicolas Rapin à Fontenay-le-Comte, en Vendée.

## Description
Le bâtiment est construit en pierre de taille, avec un toit en ardoise, suivi d'un toit à pan pour la nef centrale voûtée en berceau, appentis pour les bas-côtés voûtés d'arêtes et d'un dôme octogonal pour le chœur coiffé d'une coupole. Quant aux bâtiments conventuels, ils sont construits en moellons enduits et couverts d'un toit en longs pans en ardoise. À l'ouest une ancienne maison a été remaniée pour être intégré au couvent.

## Historique
Le couvent a été fondé par les Carmélites déchaussées du couvent d'Ypres, en Belgique, fuyant en France durant la Première Guerre mondiale, après que la destruction du couvent des Carmélites d'Ypres. Les religieuses viennent tout d'abord se réfugier à Moulle, puis à Maillezais où elles demandent à l'évêque de Luçon à s'installer définitivement dans le diocèse.

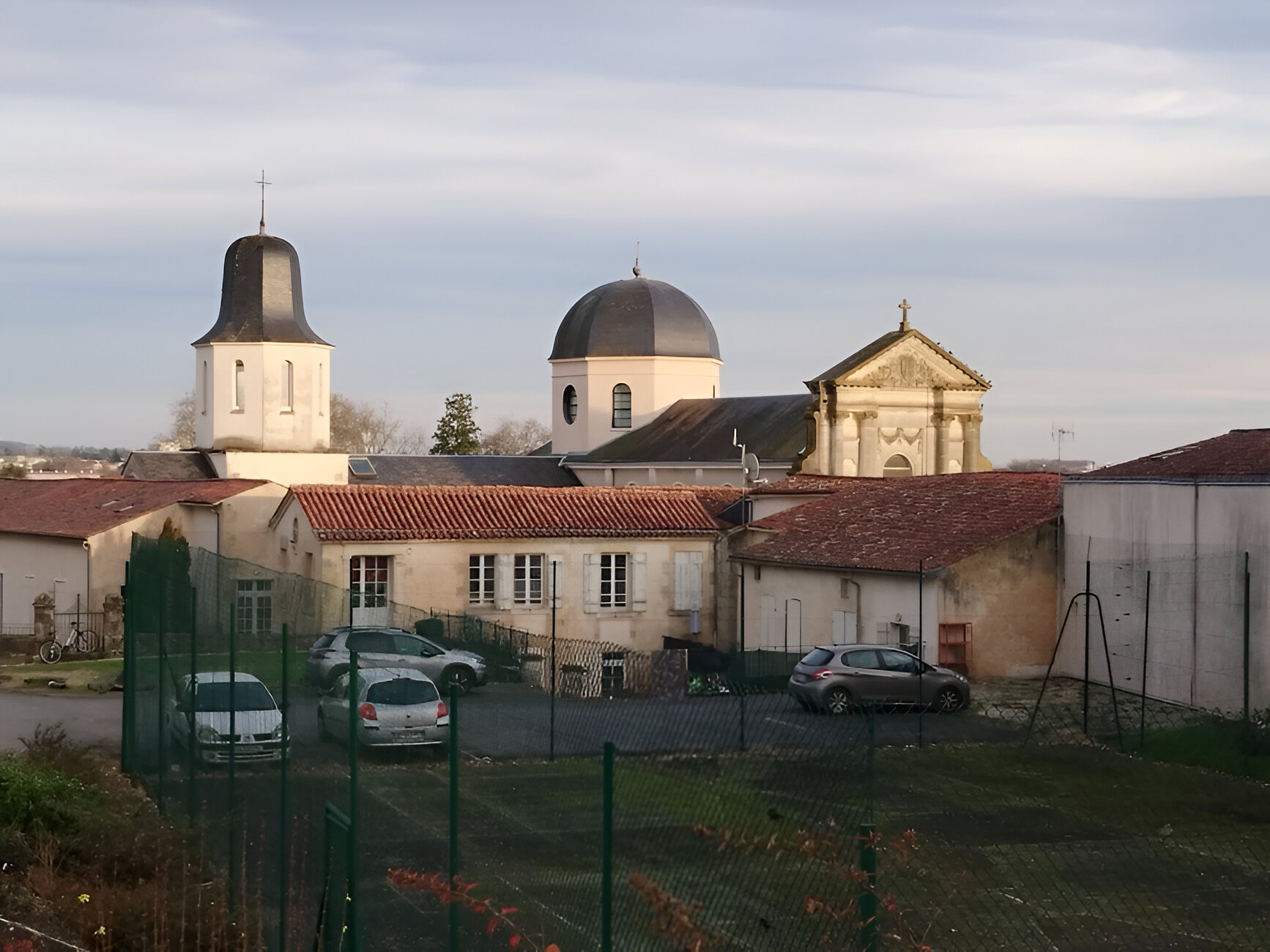
Vue d'en haut de la chapelle des Carmélites déchaussées depuis le collège Saint-Joseph

L'autorisation apostolique est octroyée le 22 février 1922 et le couvent est placé sous le vocable de Notre-Dame-du-Carmel et du Sacré-Cœur. Les religieuses arrivent en 1919 à Fontenay-le-Comte et obtiennent certaines propriétés. La construction de la chapelle a commencé en 1930. La façade de l'édifice est une copie fidèle du carmel de Lisieux. La construction du bâtiment est financée par la religieuse Mère Marguerite-Marie, issue d'une famille riche de Bruges.
En octobre 1958, le couvent est racheté par le collège Saint-Joseph et intégré à l'établissement. En effet, les Carmélites sont devenues si peu nombreuses, qu'elles se sont regroupées vers d'autres carmels en France et à l'étranger, notamment celui de Fátima, au Portugal. Par la suite, l'édifice est acquis par un particulier en 1995.